# Lessico etimologico italiano
Lessico etimologico italiano (LEI) es un diccionario etimológico de la lengua italiana publicado desde 1979 por la Akademie der Wissenschaften und der Literatur de Maguncia. Los trabajos han sido coordinados por Max Pfister (fallecido en 2017) y Wolfgang Schweickard.

## Historia
El Lessico etimologico italiano (LEI) es un diccionario etimológico del idioma italiano y de sus dialectos, publicado desde 1979 por la Akademie der Wissenschaften und der Literatur de Maguncia. La comisión específica tiene la tarea de "colocar el léxico de la novela italiana en un contexto general novedoso". Así, cada palabra se estudia a partir de sus raíces lingüísticas e históricas, teniendo en cuenta el contexto lingüístico geográfico y sociocultural de su evolución. Además del italiano literario, también se tiene en cuenta el léxico dialectal.
El proyecto LEI, que comenzó originalmente en 1968, se confió a Max Pfister (fallecido en 2017) y Wolfgang Schweickard, bajo cuya dirección operan muchos colaboradores. Por su trabajo en el LEI, además de varios doctorados honorarios de las universidades de Bari, Lecce, Turín, Roma y Palermo, Pfister en 2006 también obtuvo el "Diploma de primera clase con medalla de oro para la cultura meritoria y Arte "del entonces presidente de la República Carlo Azeglio Ciampi.
Desde 1979 el LEI ha sido publicado por el editor Dr. Ludwig Reichert Verlag (Wiesbaden). Hasta ahora, se han publicado 12 volúmenes completos y varios archivos, que cubren A (volúmenes I-III), B (vol. IV-VIII) y parte de la letra C (vol. XII); se han publicado 7 números de germanismos, el primer tomo completo de la letra D y un número de la letra E. Se espera un total de alrededor de 30 volúmenes hasta su finalización en 2032

## Volúmenes
- 1979. — Vol. 1. Lfg. 01. — 96 p.
- 1980. — Vol. 1. Lfg. 02. — 96 p.
- 1981. — Vol. 1. Lfg. 03. — 96 p.
- 1982. — Vol. 1. Lfg. 04. — 96 p.
- 1982. — Vol. 1. Lfg. 05. — 96 p.
- 1982. — Vol. 1. Lfg. 06. — 96 p.
- 1983. — Vol. 1. Lfg. 07. — 96 p.
- 1984. — Vol. 1. Lfg. 08. — 96 p.
- 1984. — Vol. 1. Ab—alburnus. — 780 p. — ISBN 3-88226-179-X
- 1984. — Vol. 2. Lfg. 09. — 96 p.
- 1984. — Vol. 2. Lfg. 10. — 96 p.
- 1985. — Vol. 2. Lfg. 11. — 96 p.
- 1985. — Vol. 2. Lfg. 12. — 96 p.
- 1986. — Vol. 2. Lfg. 13. — 96 p.
- 1986. — Vol. 2. Lfg. 14. — 96 p.
- 1986. — Vol. 2. Lfg. 15. — 96 p.
- 1987. — Vol. 2. Lfg. 16. — 96 p.
- 1987. — Vol. 2. Lfg. 17. — 96 p.
- 1987. — Vol. 2. albus—apertura. — 880 p. — ISBN 3-88226-392-X
- 1987. — Vol. 3. Lfg. 18. — 96 p.
- 1987. — Vol. 3. Lfg. 19. — 96 p.
- 1987. — Vol. 3. Lfg. 20. — 96 p.
- 1988. — Vol. 3. Lfg. 21. — 96 p.
- 1988. — Vol. 3. Lfg. 22. — 96 p.
- 1988. — Vol. 3. Lfg. 23. — 96 p.
- 1988. — Vol. 3. Lfg. 24. — 96 p.
- 1989. — Vol. 3. Lfg. 25. — 96 p.
- 1989. — Vol. 3. Lfg. 26. — 96 p.
- 1989. — Vol. 3. Lfg. 27. — 96 p.
- 1989. — Vol. 3. Lfg. 28. — 96 p.
- 1990. — Vol. 3. Lfg. 29. — 96 p.
- 1990. — Vol. 3. Lfg. 30. — 96 p.
- 1990. — Vol. 3. Lfg. 31. — 96 p.
- 1991. — Vol. 3. Lfg. 32. — 96 p.
- 1991. — Vol. 3. Lfg. 33. — 96 p.
- 1991. — Vol. 3. Lfg. 34. — 96 p.
- 1991. — Vol. 3. Lfg. 35. — 96 p.
- 1992. — Vol. 3. Lfg. 36. — 96 p.
- 1992. — Vol. 3. pt. 1. apertus—asthma. — 876 p. — ISBN 3-88226-499-3
- 1992. — Vol. 3. pt. 2. aspergere—azumus. Indici. — 944 p. — ISBN 3-88226-500-0.
- 1992. — Vol. 4. Lfg. 37. — 96 p.
- 1993. — Vol. 4. Lfg. 38. — 96 p.
- 1993. — Vol. 4. Lfg. 39. — 96 p.
- 1993. — Vol. 4. Lfg. 40. — 96 p.
- 1993. — Vol. 4. Lfg. 41. — 96 p.
- 1994. — Vol. 4. Lfg. 42. — 96 p.
- 1994. — Vol. 4. Lfg. 43. — 96 p.
- 1994. — Vol. 4. Lfg. 44. — 96 p.
- 1994. — Vol. 4. Lfg. 45. — 96 p.
- 1995. — Vol. 4. Lfg. 46. — 96 p.
- 1994. — Vol. 4. ba—bassano. — 872 p. — ISBN 3-88226-811-5
- 1995. — Vol. 5. Lfg. 47. — 96 p.
- 1995. — Vol. 5. Lfg. 48. — 96 p.
- 1995. — Vol. 5. Lfg. 49. — 96 p.
- 1995. — Vol. 5. Lfg. 50. — 96 p.
- 1996. — Vol. 5. Lfg. 51. — 96 p.
- 1996. — Vol. 5. Lfg. 52. — 96 p.
- 1996. — Vol. 5. Lfg. 53. — 96 p.
- 1997. — Vol. 5. Lfg. 54. — 96 p.
- 1997. — Vol. 5. Lfg. 55. — 96 p.
- 1997. — Vol. 5. Lfg. 56. — 96 p.
- 1997. — Vol. 5. *bassiare—*birotulare. — 868 p. — ISBN 3-88226-847-6
- 1998. — Vol. 6. Lfg. 57. — 96 p.
- 1998. — Vol. 6. Lfg. 58. — 96 p.
- 1998. — Vol. 6. Lfg. 59. — 96 p.
- 1998. — Vol. 6. Lfg. 60. — 96 p.
- 1999. — Vol. 6. Lfg. 61. — 96 p.
- 1999. — Vol. 6. Lfg. 62. — 96 p.
- 1999. — Vol. 6. Lfg. 63. — 96 p.
- 1999. — Vol. 6. birrus—brac(c)hiolum. — 864 p. — ISBN 3-89500-028-0
- 2000. — Vol. 7. Lfg. 64. — 96 p.
- 2000. — Vol. 7. Lfg. 65. — 96 p.
- 2000. — Vol. 7. Lfg. 66. — 96 p.
- 2001. — Vol. 7. Lfg. 67. — 96 p.
- 2001. — Vol. 7. Lfg. 68. — 96 p.
- 2001. — Vol. 7. Lfg. 69. — 96 p.
- 2001. — Vol. 7. Lfg. 70. — 96 p.
- 2002. — Vol. 7. Lfg. 71. — 96 p.
- 2002. — Vol. 7. brac(c)hium—bulla. — 800 p. — ISBN 3-89500-149-X
- 2002. — Vol. 8. Lfg. 72. — 96 p.
- 2003. — Vol. 8. Lfg. 73. — 96 p.
- 2003. — Vol. 8. Lfg. 74. — 96 p.
- 2004. — Vol. 8. Lfg. 75. — 96 p.
- 2004. — Vol. 8. Lfg. 76. — 360 p.
- 2004. — Vol. 8. bullare—*bž-, indice. — 1072 p. — ISBN 3-89500-334-4
- 2004. — Vol. 9. Lfg. 77. — 96 p.
- 2004. — Vol. 9. Lfg. 78. — 96 p.
- 2004. — Vol. 9. Lfg. 79. — 96 p.
- 2005. — Vol. 9. Lfg. 80. — 96 p.
- 2005. — Vol. 9. Lfg. 81. — 96 p.
- 2005. — Vol. 9. Lfg. 82. — 96 p.
- 2005. — Vol. 9. Lfg. 83. — 96 p.
- 2006. — Vol. 9. Lfg. 84. — 96 p.
- 2006. — Vol. 9. Lfg. 85. — 124 p.
- 2006. — Vol. 9. C—cambiāre. — 900 p. — ISBN 3-89500-411-1
- 2006. — Vol. 10. Lfg. 86. — 96 p. — ISBN 3-89500-521-5
- 2007. — Vol. 10. Lfg. 87. — 96 p. — ISBN 978-3-89500-522-0
- 2007. — Vol. 10. Lfg. 88. — 96 p. — ISBN 978-3-89500-523-7
- 2007. — Vol. 10. Lfg. 89. — 96 p. — ISBN 978-3-89500-524-4
- 2007. — Vol. 10. Lfg. 90. — 96 p. — ISBN 978-3-89500-525-1
- 2008. — Vol. 10. Lfg. 91. — 96 p. — ISBN 978-3-89500-526-8
- 2008. — Vol. 10. Lfg. 92. — 96 p. — ISBN 978-3-89500-527-5
- 2008. — Vol. 10. Lfg. 93. — 96 p. — ISBN 978-3-89500-611-1
- 2008. — Vol. 10. Lfg. 94. — 96 p. — ISBN 978-3-89500-612-8
- 2008. — Vol. 10. cambiare—capitalis. — 876 p. — ISBN 978-3-89500-613-5
- 2009. — Vol. 11. Lfg. 95. — 96 p. — ISBN 978-3-89500-614-2
- 2009. — Vol. 11. Lfg. 96. — 96 p. — ISBN 978-3-89500-615-9
- 2009. — Vol. 11. Lfg. 97. — 96 p. — ISBN 978-3-89500-616-6
- 2009. — Vol. 11. Lfg. 98. — 96 p. — ISBN 978-3-89500-617-3
- 2009. — Vol. 11. Lfg. 99. — 96 p. — ISBN 978-3-89500-618-0
- 2009. — Vol. 11. Lfg. 100. — 96 p. — ISBN 978-3-89500-619-7
- 2010. — Vol. 11. Lfg. 101. — 96 p. — ISBN 978-3-89500-745-3
- 2010. — Vol. 11. Lfg. 102. — 104 p. — ISBN 978-3-89500-746-0
- 2011. — Vol. 11. capitaneus—*cardare. — 780 p. — ISBN 978-3-89500-747-7
- 2010. — Vol. 12. Lfg. 103. — 96 p. — ISBN 978-3-89500-770-5
- 2010. — Vol. 12. Lfg. 104. — 96 p. — ISBN 978-3-89500-773-6
- 2010. — Vol. 12. Lfg. 105. — 96 p. — ISBN 978-3-89500-799-6
- 2011. — Vol. 12. Lfg. 106. — 96 p. — ISBN 978-3-89500-832-0
- 2011. — Vol. 12. Lfg. 107. — 96 p. — ISBN 978-3-89500-833-7
- 2011. — Vol. 12. Lfg. 108. — 96 p. — ISBN 978-3-89500-867-2
- 2012. — Vol. 12. Lfg. 109. — 96 p. — ISBN 978-3-89500-878-8
- 2012. — Vol. 12. Lfg. 110. — 118 p. — ISBN 978-3-89500-879-5
- 2012. — Vol. 12. *cardeus—katl-. — 792 p. — ISBN 978-3-89500-882-5
- 2012. — Vol. 13. Lfg. 111. — 96 p. — ISBN 978-3-89500-900-6
- 2012. — Vol. 13. Lfg. 112. — 96 p. — ISBN 978-3-89500-901-3
- 2012. — Vol. 13. Lfg. 113. — 96 p. — ISBN 978-3-89500-933-4
- 2013. — Vol. 13. Lfg. 114. — 96 p. — ISBN 978-3-89500-973-0
- 2013. — Vol. 13. Lfg. 115. — 96 p. — ISBN 978-3-89500-992-1
- 2014. — Vol. 13. Lfg. 116. — 96 p. — ISBN 978-3-95490-029-9
- 2014. — Vol. 13. Lfg. 117. — 96 p. — ISBN 978-3-95490-061-9
- 2014. — Vol. 13. Lfg. 118. — 112 p. — ISBN 978-3-95490-079-4
- 2015. — Vol. 13. cat(t)ia—c(h)ordula. — 780 p. — ISBN 978-3-95490-082-4
- 2015. — Vol. 14. Lfg. 119. — 96 p. — ISBN 978-3-95490-096-1
- 2015. — Vol. 14. Lfg. 120. — 96 p. — ISBN 978-3-95490-157-9
- 2016. — Vol. 14. Lfg. 121. — 96 p. — ISBN 978-3-95490-168-5
- 2016. — Vol. 14. Lfg. 122. — 96 p. — ISBN 978-3-95490-180-7
- 2007. — Lfg. D 1. — 96 p. — ISBN 978-3-89500-610-4
- 2009. — Lfg. D 2. — 96 p. — ISBN 978-3-89500-686-9
- 2010. — Lfg. D 3. — 96 p. — ISBN 978-3-89500-748-4
- 2011. — Lfg. D 4. — 96 p. — ISBN 978-3-89500-834-4
- 2011. — Lfg. D 5. — 96 p. — ISBN 978-3-89500-873-3
- 2012. — Lfg. D 6. — 96 p. — ISBN 978-3-89500-902-0
- 2013. — Lfg. D 7. — 96 p. — ISBN 978-3-89500-974-7
- 2014. — Lfg. D 8. — 112 p. — ISBN 978-3-95490-030-5
- 2016. — Vol. 19. da—detentor. — 740 p. — ISBN 978-3-95490-083-1
- 2014. — Lfg. D 9. — 96 p. — ISBN 978-3-95490-100-5
- 2011. — Lfg. E 1. — 96 p. — ISBN 978-3-89500-827-6
- 2013. — Lfg. E 2. — 96 p. — ISBN 978-3-89500-996-9
- 2014. — Lfg. E 3. — 96 p. — ISBN 978-3-95490-062-6
- 2000. — Germanismi Vol. 1, Fasc. 1. — 96 p. — ISBN 3-89500-172-4
- 2002. — Germanismi Vol. 1, Fasc. 2. — 96 p. — ISBN 3-89500-173-2
- 2003. — Germanismi Vol. 1, Fasc. 3. — 96 p. — ISBN 3-89500-174-0
- 2007. — Germanismi Vol. 1, fasc. 4. — 96 p. — ISBN 978-3-89500-175-8
- 2009. — Germanismi Vol. 1, fasc. 5. — 96 p. — ISBN 978-3-89500-176-5
- 2010. — Germanismi Vol. 1, fasc. 6. — 96 p. — ISBN 978-3-89500-749-1
- 2011. — Germanismi Vol. 1, fasc. 7. — 96 p. — ISBN 978-3-89500-874-0
- 2015. — Germanismi Vol. 1, fasc. 8/9. — 164 p. — ISBN 978-3-95490-158-6
- 2016. — Germanismi Vol. 1. Abschied-putzn. — 840 p. — ISBN 978-3-95490-159-3
- 2002. — Supplemento bibliografico. — VI, 395 p. — ISBN 3-89500-277-1
- 2012. — Supplemento bibliografico IV. — 448 p. — ISBN 978-3-89500-886-3
- 1992. — Etymologie und Wortgeschichte des Italienischen — Genesi e dimensioni di un vocabolario etimologico. — 252 p. — ISBN 3-88226-534-5
- 2012. — Le nuove frontiere del LEI. — 224 p. — ISBN 978-3-89500-885-6